# Јевђа Јевђевић
Јевђа А. Јевђевић (Крагујевац, 21. јануар 1974) српски је правник, публициста и старешина Савеза Српски Соко.

## Биографија
У Крагујевцу где је похађао основну и Економску школу (правно-биротехнички смер). Звање правника стекао је на крагујевачком Правном факултету. Потиче из соколске породице. Отац Александар, адвокат и и официр у резерви војске Краљевине Југославије био је члан Сокола од најраније младости. Соколи су били и скоро сви чланови породице и са очеве и мајчине стране.  Када је 1992. године обновљен Соко Југославије, Јевђевић је приступио друштву и његовим ангажманом и велики залагањем, обновљено је Соколско друштво Крагујевац-Матица. На оснивачкој скупштини 5. октобра 1996. године Јевђа је изабран за старешину Друштва. Затим је биран за старешину Соколске жупе Шумадијске, в.д. старешине Сокола Србије, и за старешину Савеза Српских Сокола. Старешина Савеза Српски Соко је од 2010. године. Био гост на соколским слетовима 2008. и 2012. у Прагу и организатор соколских слетова 2010. у Београду и 2011. у Нишу. Први је успоставио званичне контакте и сарадњу са руским козацима 2007. Био почасни гост на Светским козачким конгресима 2008. и 2012. у Новочеркаску (Ростов на Дону). Почасни је козачки атаман и има чин козачког потпуковника (воисковои старшина). Одликован бројним козачким одликовањима и признањима из Русије, Белорусије, Украјине, Естоније и Канаде.  За опуномоћеног представника Савеза Козачких војски Русије и Велике војске Донске у Србији постављен је 2012.
Јевђевић је аутор више књига и бројних текстова, из области националне црквене и историје спорта; активиста у културним и хуманитарним удружењима и спортским клубовима; сарадник Матице српске на пројекту Српски биографски речник. Добитник је Ђурђевданске награде (2009), коју Скупштина града Крагујевца додељује поједнцима за допринос афирмацији града. Августа 2019. године именован је за секретара Канцеларије краљевских ордена.

### Активности у удружењима
- Старешина Савеза „Српски соко“
- Директор и управитељ задужбине владике ужичког Вићентија Красојевића
- Потпредседник и в.д. председника Удружења Краљевина Србија (2010-2014)
- Председник Друштва српско-руског пријатељства Свети Цар Николај“
- Председник Коњичког клуба „Кнез Михаило“ (2011-2013)
- Потпредседник Коњичког друштва Шумадија (2011-)

### Одликовања и признања
- Орден Свете Ане (династички орден руске царске породице)
- Орден Српског Сокола I реда
- Орден за веру, Дон и отаџбину I реда
- Орден за веру, Дон и отаџбину III реда
- Крст светског козачког конгреса, златни
- Крст за обнову козачког покрета у Украјини (Савез верних козака Кијев)
- Медаља за 20-годишњицу Сокола Русије
- Споменица 200 година Георгијевског крста
- Златна медаља за заслуге Удружења Краљевина Србија

## Дела

### Монографије
- Вићентије Красојевић, епископ жички и његова задужбина (2003)
- У спомен старешинама Сокола Милоју Павловићу и Драгољубу Миловановићу: свети новомученици крагујевачки и шумарички (2006)
- Споменица крагујевачких сокола: 1907-2007 (2008)
- Руси у Крагујевцу (2011)
- Др. Војислав В. Рашић: зачетник соколства у Србији (2012)
- Повратак краља: Петар II Карађорђевић (2013)[2]
- Кнез Милош и Црнућа: кућа кнеза Милоша у Горњој Црнући: прича о првој српској престоници (2015)

### Чланци и друго
- Перовићи у Крагујевцу - прилог насељавању Крагујевца у XXвеку / Јевђа А. Јевђевић//Шумадијски анали.- ISSN 1451 Parameter error in {{issn}}: Invalid ISSN./9569.-Год. 2, бр. 2 (2005), стр. 258-262.
- Кућа кнеза Милоша у Горњој Црнући / Јевђа А. Јевђевић//Зборник радова музеја рудничко-таковског краја Горњи Милановац.- ISSN 1820 Parameter error in {{issn}}: Invalid ISSN./0001. – Бр. 3-4 (2006), стр. 101-100.
- Обреновићи у приватној колекцији Јевђевић / Јевђа А. Јевђевић//Обреновићи у музејским и другим збиркама Србије и Европе. 3. –  978-86-82877-65-3. стр. 253-270..